# 송대철제범종
송대철제범종(宋代鐵製梵鍾)은 인천광역시 연수구 옥련동, 인천광역시립박물관에 있는 범종이다. 1982년 3월 2일 인천광역시의 유형문화재 제4호로 지정되었다.

## 개요
인천육군조병창에 쌓여 있던 것을 인천시립박물관 초대 관장 이경성이 1946년에 인수해 온 중국철제범종이다. 명문으로 미루어 중국 허난성 신정현에서 주조된 것으로 보인다. 이 범종은 돋을 선으로 가사문대(袈娑文帶)를 종신 전체에 두르고, 쌍룡(雙龍)의 용뉴를 달고 있는 등 전형적인 중국종의 모습을 보인다. 천판(天板)에서 종신(鐘身)가지는 둥글게 이어져 있으며, 팔괘와 연판문 등으로 장식되었다. 그리고 그 아래로 다시 꽃잎이 같은 간격을 두고 배치되어 있다. 종신 상·하는 각각 4개씩의 구획을 갖춘 가사문대가 있는데, 상단부의 구획 안에는 각각 "皇帝萬歲, 重臣千秋, 風調雨順, 法輪常轉"이라는 글자가 세로방향으로 배치되어 있다. 그리고 이 글자들 양쪽으로 주조 장인의 이름을 비롯하여, 시주자(施主者), 종을 만드는 데 소요되었던 철의 무게 등을 적어 놓았다. 하단 역시 가사문대로 장식되어 있으며, 안으로 명문이 있다. 종의 입부분은 파상형(波狀形)으로 중국 종의 전형적인 종구(鐘口)의 모습을 보이고 있다. 용뉴와 명문, 문양이 전체적으로 뚜렷한 형태를 보이지 않고 있는데, 이는 철을 주조하는 과정에서 도드라진 형태를 잘 잡아내지 못한 것으로 보인다.

## 참고 문헌
- 송대철제범종 - 국가유산청 국가유산포털